# Deutsche Evangelische Kirchengemeinde A.B. zu Preßburg
Die Deutsche Evangelische Kirchengemeinde A.B. zu Preßburg war eine von 1606 bis 1945 bestehende deutsche evangelische Kirchgemeinde des Augsburgischen Bekenntnisses (A.B.) in Preßburg.

## Geschichte

### Erste Anzeichen der Reformation in Preßburg
Die Reformation verbreitete sich im damaligen Königreich Ungarn ungemein rasch. Zwar finden sich erste Anzeichen der Reformation auch in Preßburg bereits kurz nach der Schlacht bei Mohács, trotzdem bleibt zu bemerken, dass sich die Lehren Martin Luthers in der Stadt selbst nur zähflüssig verbreiteten. Die Patrizier der Stadt sowie das gebildete Preßburger Bürgertum, das bereits in damaliger Zeit zahlreich vorhanden war, kannte sicherlich die Ereignisse, die sich in der damaligen Welt abspielten und konnten sich aus Büchern, die damals schon auch in Preßburg verbreitet waren, über die Ereignisse, die sich 1517 in Wittenberg abspielten, informieren. Trotzdem mussten nahezu hundert Jahre seit dem Beginn der Reformation bis zur Gründung der ersten evangelischen Kirchengemeinde in Preßburg vergehen.

Vermutlich war es die Osteuropa immer wieder bedrohende Türkengefahr und die für das Königreich Ungarn katastrophale Niederlage des königlichen Heeres in der Schlacht bei Mohács, die dazu beitrug, dass die Reformation in Preßburg vorerst als nebensächliche Angelegenheit betrachtet wurde. Aus den von den Türken besetzten Gebieten setzte ein Flüchtlingsstrom in Richtung des hervorragend befestigten Preßburgs ein. Bereits am 3. September 1526 kam hier die Königin-Witwe Maria von Ungarn an. Ihr folgte ein Teil des ungarischen Adels und Hochadels. Auch der danach entbrannte Kampf um die ungarische Königskrone beeinflusste nachhaltig den Fortgang der Reformation. Den Anspruch auf die Krone erhoben gleichzeitig zwei Prätendenten: der eine war der Woiwode von Siebenbürgen Johann Szapolyai (1487–1540) und der andere war Erzherzog Ferdinand I. von Österreich, der als Bruder des Kaisers aufgrund des Erbvertrages (Wiener Doppelhochzeit) zwischen dem Hause Habsburg und dem Hause Jagiello ebenfalls Ansprüche auf den ungarischen Thron erhob.

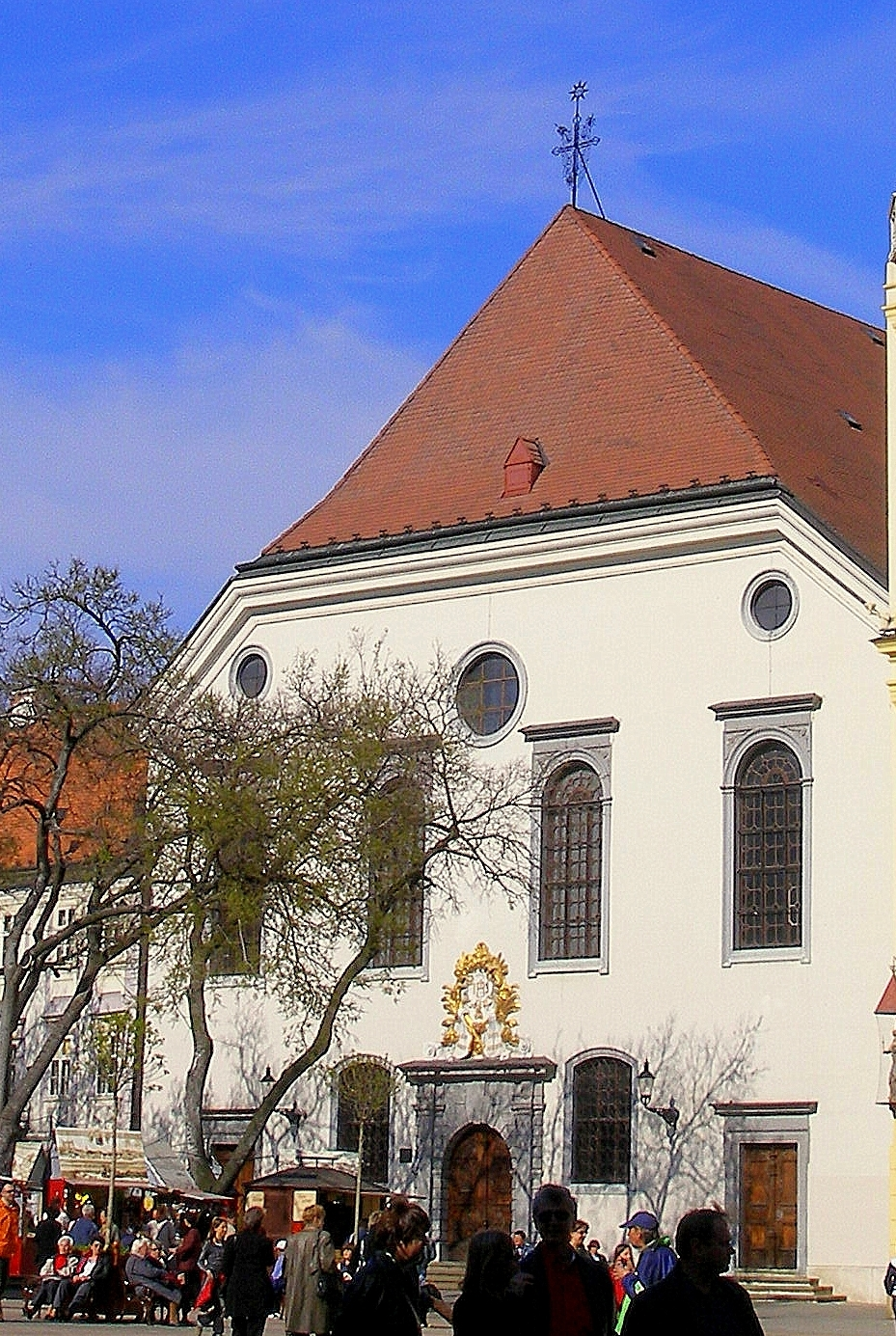
Die erste Deutsche Evangelische Kirche A.B. zu Preßburg, erbaut 1636–1638. (heute Jesuitenkirche)

In der Geschichte des – nicht von den Türken besetzten – Königreiches Ungarn fiel der Stadt Preßburg eine dominierende Rolle zu. Bei dem 1535 einberufenen Landtag wurde beschlossen, die Stadt Preßburg zum Sitz der gesamten Landesverwaltung zu machen. Damit wurde Preßburg auch de jure Hauptstadt des Landes und Sitz der Zentralbehörden einschließlich der Königlichen Statthalter. Dieser Zustand währte über 300 Jahre lang.
In dieser Zeit war man eher mit diesen politischen Angelegenheiten befasst, die aus der Niederlage des ungarischen Heeres gegen die Osmanen herrührten und alsbald eine Reorganisation der Verwaltung im Königreich zur Folge hatten. Die durch die Reformation verbreiteten Lehren Martin Luthers leben in Preßburg eher nur wie eine glimmende Glut, die erst zu einem viel späteren Zeitpunkt entfacht werden soll. Aber von der Glut der Reformation wurden sogar die adeligen Kreise erfasst.

### Gründung der Preßburger evangelischen Kirchengemeinde
Die Anfänge der Gründung einer evangelischen Gemeinde in Preßburg waren sehr bescheiden. Die erste Preßburger evangelische Gemeinde war keine Kirchengemeinde, wie wir sie heute kennen. Sie war letztlich ein Ergebnis des politischen Wunsches des damaligen Preßburger Stadtmagistrates.
Da sich zwischenzeitlich auch in Preßburg laute Kundgebungen für die Reformation bemerkbar machten, wurde am 17. April 1606 beim Stadtmagistrat ein Antrag auf Anstellung eines lutherischen Predigers für die innere Stadt gestellt, welcher aber vom Magistrat abgelehnt wurde. Nach Abschluss des Wiener Friedens stand jedoch einer Wahl eines evangelischen Pfarrherrn nichts mehr im Wege.

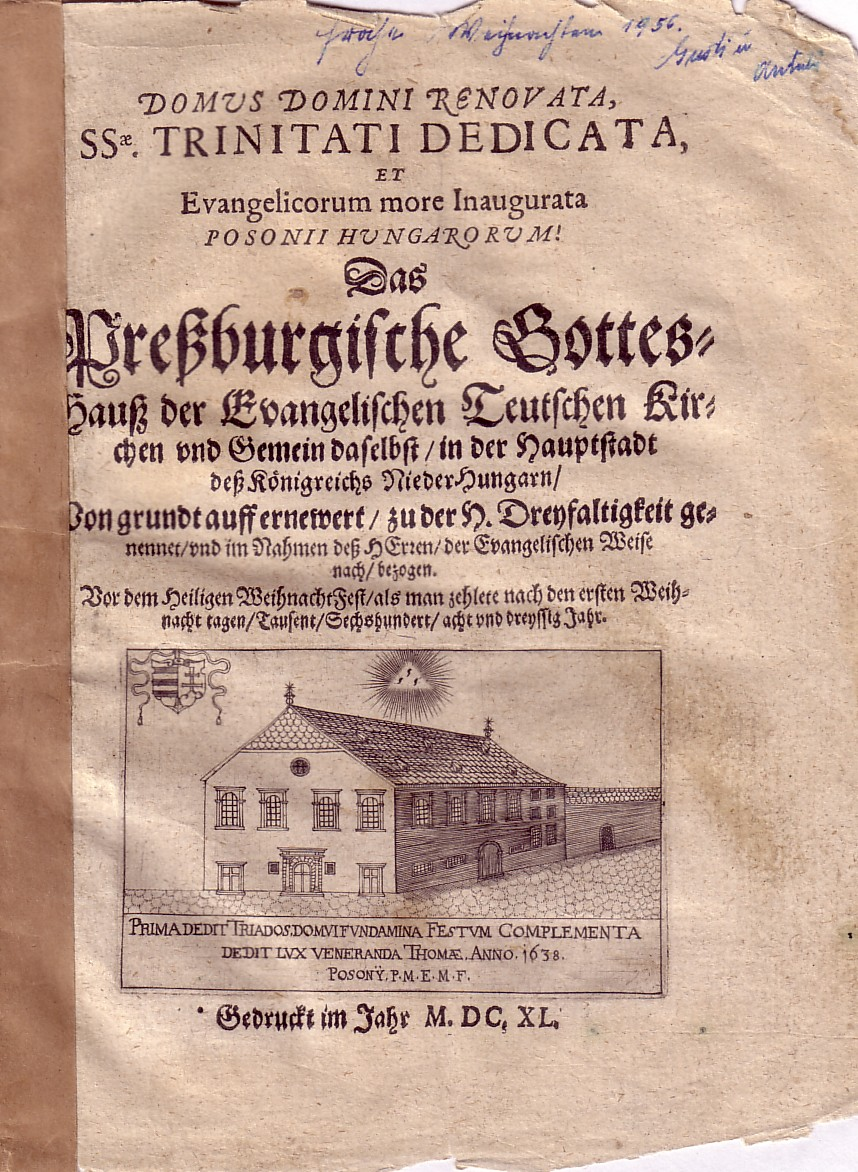
Titelblatt anlässlich der Einweihung der ersten Deutschen Evangelischen Kirche A.B. zu Preßburg im Jahre 1638

Am 16 (26?). Juli 1606 richtete daher der Preßburger Magistrat einen Brief an den Grafen Siegfried von Kollonich, einen glühenden Anhänger der Reformation, der sich als Hofkriegsrat mit seinen Truppen in Prag aufhielt. In diesem Briefe bat der Stadtmagistrat um Unterstützung bei der Organisation einer evangelischen Gemeinde und gleichzeitig um Überlassung seines Ratzersdorfer Hofpredigers Andreas Reuß. Bereits am 7. August erfolgte die Zusage des Grafen. Daraufhin wurde Andreas Reuß am 2. Oktober 1606 öffentlich als erster evangelischer Prediger berufen. Seine Antrittspredigt hielt er am 8. Oktober 1606, dem 20. Sonntag nach Trinitatis, im Armpruster’schen Hause ‚Zur blauen Himmelskugel‘, welches als provisorische Stätte für evangelische Gottesdienste eingerichtet wurde, da die Evangelischen damals noch keine eigene Kirche in der Stadt hatten. Das Armpruster’sche Haus stand auf der Stelle der heutigen Jesuitenkirche auf dem Hauptplatze zwischen der damaligen königlichen Kurie, dem Beck’schen und Karnerischen Hause in der Nähe des Rathauses.
Andreas Reuß, der erste lutherische Prediger Preßburgs, stammte aus Querfurt im heutigen Sachsen-Anhalt. Er besuchte das Gymnasium in seiner Vaterstadt und dann das Gymnasium in Salzwedel, wo die Reformation bereits 1541 eingeführt wurde. Gemäß Wittenberger Ordinationsbuch wurde er am 1. April 1579 von Polykarp Leyser zum lutherischen Pfarrer ordiniert. Als Besonderheit kann angemerkt werden, dass Reuß keine theologisch-akademische Ausbildung besaß. Siegfried von Kollonich machte Reuß 1581 zu seinem Hofprediger und es ist nachweisbar, dass er bereits seit 1590 in Ratzersdorf als Prediger wirkte. Bereits in der damaligen Zeit besuchten zahlreiche Lutheraner Preßburgs seine Gottesdienste. Aber auch Reuß selbst kam – noch vor seiner Berufung nach Preßburg – wiederholt in die Vorstadt, wo er im Kamper’schen Hause im Zuckermantel öffentliche Gottesdienste hielt. Später hatte man an diesem Hause eine ihm gewidmete Gedenktafel angebracht. Anzumerken ist, dass das Zuckermantel bis zum Jahre 1850 nicht unter die Jurisdiktion der Stadt Preßburg gehörte, sondern als eine selbständige kommunale Verwaltungseinheit galt.

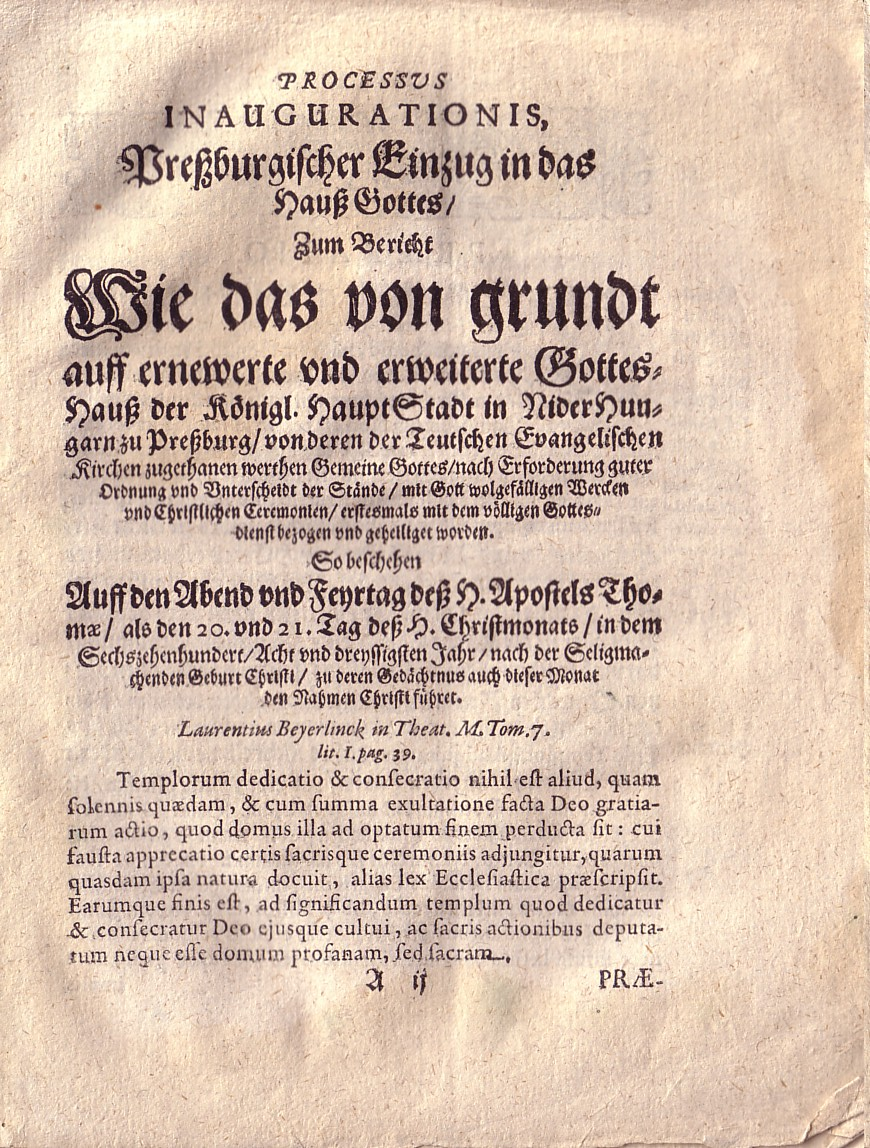
Infoblatt des Einweihungsgottesdienstes der ersten Deutschen Evangelischen Kirchengemeinde A.B. zu Preßburg (1638)

Das Wirken von Reuß als erster evangelischer Pfarrer der Stadt dauerte leider nicht lange. Bereits ein Jahr nach seinem Amtsantritt wurde Reuß von katholischer Seite wegen „Majestätsbeleidigung“ angeklagt, worauf ihm der Stadtmagistrat, auf Druck von oben, am 13. November 1607 das Predigen untersagte. Im Jahre 1608 wurde er nach St. Georgen berufen, wo er zum Dekan gewählt wurde. In St. Georgen blieb er bis an sein Lebensende, etwa im Jahre 1629 (?).
Im Interesse des Aufbaues eines evangelischen Lebens in der Stadt und auf Anraten des Grafen Siegfried Kollonich machte sich eine Preßburger Deputation nach Lauingen auf, um beim evangelischen Herzog Philipp Ludwig von Pfalz-Neuburg einen Rektor für die geplante evangelische Schule sowie einen Diakon als Predigtgehilfen für Reuß zu erbitten. Als Begründung gaben sie an, dass der evangelische Glaube in Ungarn noch keine so starken Wurzeln hätte und deshalb Männer mit entsprechendem Glaubenseifer erforderlich wären. Der Herzog erklärte sich damit einverstanden und entsandte Professor David Kilger, der erster Rektor der Preßburger evangelischen Schule wurde, sowie den Diakon Adam Tettelbach nach Preßburg.
Adam Tettelbach stammte aus Carlstein in Österreich. Nach dem Tod seines Vaters kam Tettelbach in die Pfalz und unter die Schützlinge des Herzogs Philipp Ludwig, später studierte er als pfalzgräflicher Stipendiat Theologie in Wittenberg, wo er am 7. April 1606 zum Magister promovierte. Nach den Studien entsandte ihm der Herzog auf Verlangen des Preßburger Magistrats nach Preßburg, wo er im Dezember 1606 eintraf. Ihm war hier jedoch nur ein relativ kurzes Wirken beschieden, da er bereits am 28. August 1613 an der Pest starb. Seine Leichenpredigt hielt sein Nachfolger, der Dritte in der Ahnenreihe der Preßburger Pfarrherren, Simon Heuchelin (* 1577 zu Lauingen; † 1621 ebenfalls an der Pest).

### Bau der ersten evangelischen Kirche in Preßburg
Von diesem Zeitpunkt an begann sich das evangelische Leben in Preßburg sehr fruchtbringend zu entwickeln. Die Gemeinde wuchs. Der Stadtmagistrat war allmählich von der evangelischen Glaubensgesinnung durchdrungen und förderte den evangelischen Glauben. Aber auch die Bürger waren nicht nur begeistert, sondern auch opferbereit, als zu einer Spendenaktion für den Bau des ersten eigenen evangelischen Bethauses der Stadt ausgerufen wurde. Vier Fünftel der Kosten für den Kirchenbau wurden als Spendengelder von den Preßburgern aufgebracht. Mit der Bauausführung wurde der aus Augsburg stammende Baumeister Hans Stoss betraut. Es mussten strenge Baukriterien berücksichtigt werden: Das Gebäude durfte nicht das Aussehen eines sakralen Baus haben und ebenfalls war der Bau eines Kirchturms untersagt. Nach drei Jahren Bauzeit konnte am 18. Dezember 1638 der aus Augsburg stammende Theologe mit internationaler Bedeutung, Josua Wegelin (1604–1640), der Elfte in der Ahnenreihe der Preßburger Pfarrherren, für das neue Bethaus neben dem Preßburger Rathaus die erste Dankpredigt für die glückliche Vollendung des Kirchenbaues halten. Die feierliche Konsekration erfolgte im Rahmen eines zweitägigen Kirchweihfestes am 21. Dezember 1638. Josua Wegelin der Senior der Gemeinde weihte das Gotteshaus auf dem Namen der Heiligen Dreifaltigkeit und er hielt auch die Festpredigt. Damit hatten die Deutschen Evangelischen Preßburgs einen der Höhenpunkte ihrer Existenz in jener Zeit erreicht. Mit der Konsekration dieses Gotteshauses begann die erste Blütezeit der Preßburger evangelischen Kirchengemeinde.

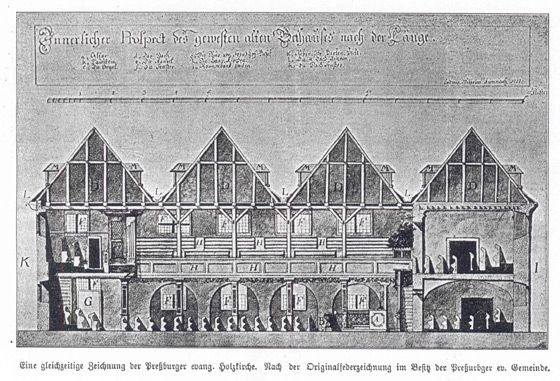
Längsschnitt der aus Holz gebauten Artikulier-Kirche auf der Nonnenbahn zu Preßburg.

### Das Zeitalter der Gegenreformation in Ungarn
Das Jahrzehnt zwischen 1671 und 1681 wird als Trauerdekade des Protestantismus im Königreich Ungarn bezeichnet. Die Gegenreformation gelangte in Preßburg in diesem Jahrzehnt auf ihrem Höhepunkt. Im Jahre 1672 wurde den Evangelischen nach hartem Widerstand die erste evangelische Kirche der Stadt weggenommen und am 1. Januar 1673 dem Jesuitenorden übergeben. Wenn es nach dem Willen der von György Szelepcsényi (1595–1685; ab 1666 Erzbischof von Gran/Esztergom) geführten Jesuitenpartei innerhalb der Römischen Kirche gegangen wäre, so hätte der Protestantismus in Ungarn in dieser Zeit mit seiner gänzlichen Vernichtung rechnen müssen. Unter der Leitung von Erzbischof Leopold Kollonich wurden in den Jahren 1673/74 Schauprozesse in Tyrnau inszeniert, in welchen die Protestanten – Lutheraner und Calvinisten gleichermaßen – massenweise vorgeführt und verurteilt wurden. Damit hofften die katholischen Würdenträger die lutherischen und calvinistischen „Häretiker“ ein für allemal auszurotten. Es wurden drakonische Urteile und Strafen ausgesprochen, die bis zum Verkauf von protestantischen Predigern als Galeerensklaven nach Neapel führten. Ein Aufschrei der Empörung brauste durch das protestantische Europa.
Der kaiserliche Hof in Wien konnte diese radikale Position des katholischen Klerus nicht hinnehmen. Rücksichtnahme auf die protestantischen Fürsten im Deutschen Reich sowie auf seine protestantischen Bundesgenossen England und Holland, die er im Kampf gegen den türkischen Sultan und Frankreich brauchte, zwangen Kaiser Leopold I. einen liberaleren Standpunkt einzunehmen. Es musste – auch im Hinblick auf die militärischen Erfolge von Emmerich Thököly – ein Kompromiss gefunden werden, welcher die Probleme löste. Und so entschloss sich Kaiser Leopold I. im Mai 1681 nach Ödenburg einen Landtag einzuberufen.

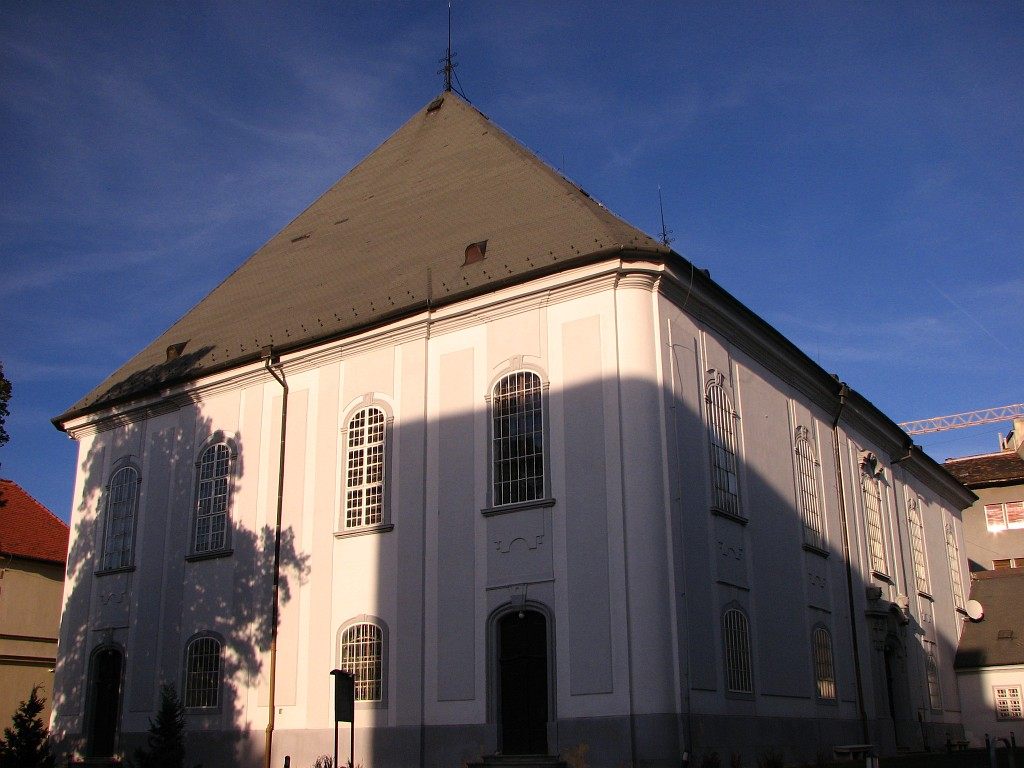
Die zweite, ehemals Deutsche evangelische Kirche von 1776 auf der Nonnenbahn zu Preßburg (heute 'Große Kirche').

Die Gesetzgebung dieses Landtages rettete den Protestantismus Altungarns vor seinem gänzlichen Untergang. Mit den Gesetzesartikeln XXV und XXVI war sogar ein bescheidener Neuanfang möglich. Die Protestanten konnten jetzt ihren Glauben frei ausüben und durften nicht mehr verpflichtet werden, an den katholischen Riten teilnehmen zu müssen. Den Predigern, die vertrieben wurden, war es gestattet, ins Land zurückkehren und wieder als Seelsorger ihren Dienst zu tun. In jedem Komitat durften die Protestanten zwei Kirchen außerhalb der Stadtmauern der Ortschaften besitzen, welche jedoch aus Holz gebaut sein mussten. Das Gleiche galt für die königlichen Freistädte. Bereits vorhandene Kirchen durften auch weiterhin im Besitze der Protestanten verbleiben, wenn diese seit 1670 ununterbrochen von ihnen genutzt wurden. Da sich jedoch im Jahre 1672, also auf dem Höhepunkt der Gegenreformation, der katholische Klerus fast aller evangelischen Kirchen – mit Hilfe des Militärs – bemächtigt hatte, waren für die Protestanten die meisten vorhandenen Kirchen für immer verloren. Somit stand auch in Preßburg den evangelischen Gläubigen keine Kirche zur Verfügung. Deshalb entschloss man sich im Jahre 1682 – den Auflagen des Ödenburger Landtages entsprechend – außerhalb der Stadt (auf der Nonnenbahn) eine Holzkirche zu errichten. Diese diente dem gottesdienstlichen Gebrauch der Gemeinde nahezu 100 Jahre lang.

### Toleranzzeit
Mit Kaiser Josef II. beginnt das Zeitalter der Aufklärung. Von seiner Mutter, der Kaiserin Maria Theresia, wurde bereits 1773 der Jesuitenorden aufgelöst. Für die Protestanten war damit die über 200 Jahre dauernde, schwerste Zeit der Verfolgungen vorbei. Am 5. Oktober 1781 gab Josef II. sein Toleranzpatent (Edictum Tolerantiae) heraus, welches weitere wesentliche Religionsfreiheiten und Erleichterungen für die Protestanten festschrieb. Wesentliche Punkte des Ediktes waren: Entzug der Aufsicht der Römischen Kirche über die protestantische Geistlichkeit (ab sofort sind dafür Superintendenten zuständig); die Protestanten dürfen Kirchen sowie ihre eigenen konfessionellen Schulen errichten und es wurde ihnen gestattet, auch öffentliche Ämter zu bekleiden. Mischehen wurden, wenn auch mit Einschränkungen, erlaubt.

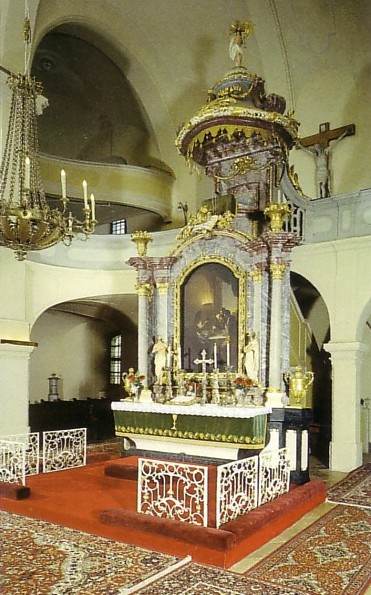
Der Kanzelaltar in der ehemaligen Deutschen Evangelischen Kirche auf der Nonnenbahn (heute 'Große Kirche'), ein Werk von Peter Bandenthaler, Das Retabelbild stammt von Adam Friedrich Oeser. Auf der Empore ist das Kruzifix „Consummatum est!“ ("Es ist vollbracht!), ein Hauptwerk des Preßburger Bildhauers Johann Fadrusz (1858–1903) zu sehen.

Die protestantischen Konfessionen wurden jedoch nur „geduldet“ („propter bonum pacis adhuc tolerata“!), sie waren keine „einverleibten“ Religionen („religio recepta“). Die „Geduldeten“ machten sich sofort an die Arbeit, Gemeinden strukturierten sich neu, das Gemeindeleben bekam neuen Aufschwung und es wurden neue Kirchen gebaut. Im Jahre 1791 hob Kaiser Leopold II. in einer Resolution die Beschränkungen für Protestanten gänzlich auf.
So durfte zum Beispiel in Preßburg die 1682 gebaute deutsche Artikularholzkirche bereits vor Inkrafttreten des Toleranzpatentes 1776 durch einen massiven Kirchenneubau ersetzt werden (Majestätsgesuch der Preßburger Kirchengemeinde an die Kaiserin Maria Theresia von 1774). Nur ein Jahr später konnte bereits eine zweite Kirche, ebenfalls nach Erteilung einer kaiserlichen „Sondergenehmigung“ in Preßburg gebaut werden.

### Bau neuer Kirchen

#### Zweite Deutsche Evangelische Kirche (Große Kirche)
Nachdem sich die bestehende Artikular-Holzkirche in einem sehr schlechten baulichen Zustand befand, stellte die Preßburger Kirchengemeinde im Februar 1774 bei Kaiserin Maria Theresia einen Antrag für den Neubau einer zweiten Deutschen Evangelischen Kirche. Die Kirche sollte eine entsprechende Größe haben, da es in jener Zeit in Preßburg rd. 5000 (evangelische) Gläubige gab, die seelsorgerisch betreut werden mussten. Am 24. Mai 1774 wurde der Gemeinde eine Sondergenehmigung des Wiener Hofes für den Neubau erteilt. Gemäß Auflagen der Baugenehmigung durfte die Kirche keinen Turm haben, musste außerhalb der Innenstadt errichtet werden, der Eingang durfte nur von einer Seitengasse erreichbar sein.
Gemäß diesen Auflagen plante der Baumeister Matthäus Walch nahe der Stelle der baufälligen hölzernen Artikular-Kirche einen Neubau im Stil des Spätbarock mit klassizistischen Elementen. Der Grundstein für den Neubau wurde am 26. Juni 1774 gelegt. Für den Neubau der Kirche stiftete Pfarrer Johannes Ribiny das Grundstück, der seinen Garten für diesen Zweck der Gemeinde schenkte.
Diese zweite Kirche der deutschen Evangelischen folgte einer schnörkellosen klassizistischen Linienführung und ähnelt damit im Charakter, wenn auch in ganz anderen Stilformen, der erwähnten ersten Renaissancekirche (heute Jesuitenkirche) am Hauptplatz der Stadt. Die Fläche des Ribiny-schen Gartens bestimmte auch den Grundriss des Gotteshauses. Die Eingänge wurden jeweils in der Mitte der Langseite angeordnet. Innen führen Treppen zum zweistöckigen Chor. Verwandt mit der ersten Reneissancekirche ist etwa das hochaufragende Dach, das wiederum die Auffälligkeit eines Kirchturmes ersetzen musste, der zu diesem Zeitpunkt nicht erlaubt war. In strenger Reihung gliedern die Fensterachsen den puritanischen Baukörper der Kirche, die eigentlich keine Hauptansicht besitzt. Im Inneren atmet die Kirche den Geist eines aufklärerischen Predigtsaales, dessen doppelte Emporen auch einen Hör- oder Theatersaal angemessen gewesen wären.
Einzig der Kanzelaltar – ein Werk von Peter Brandenthaler – mit seinem Retabelbild, einem Geschenk des gebürtigen Preßburger Malers Adam Friedrich Oeser (des Zeichenlehrers Johann Wolfgang von Goethes) das Abendmahl zu Emmaus darstellend, trägt den bildlichen Schmuck. Ansonsten ist alles auf das gesprochene Wort der Predigt ausgerichtet.
Der erste Gottesdienst fand in dieser Kirche am Samstag-Nachmittag, vor dem 1. Advent (30. November 1776) statt. Die Predigt wurde von Pfarrer Michael Klein (1712–1782) gehalten; die eigentliche Weihe des Hauses erfolgte am darauf folgenden 1. Adventsonntag 1776 durch Pfarrer Johann Ribiny.
Die Preßburger Zeitung schrieb am 4. Dezember 1776 wie folgt darüber:
An eben diesem Tage [30. November] als am jüngstvergangenen ersten Adventsonntage hielt die allhiesige evangelisch-deutsche Gemeinde in ihrem neuen Bethause ihren ersten Gottesdienst. Den Bau desselben haben Ihre k.k. Apostol. Majestät Maria Theresia aus Landesmütterlicher Huld schon im Jahre 1774 allrgnädigst bewilliget, weil das alte, dessen sie sich seit 1682 bedienen, zu klein, baufällig. täglich mehr Lebensgefahr zu drohen schien. - Die Vorbereitung zu dieser Andacht geschah Tages zuvor durch eine feyerliche Vesper. - Der W. E. W. H. Johann Ribiny hielt als erster Prediger am Einweihungstage über Psalm 93,5vor einer großen Menge herbeygekommener Zuhörer die Hauptprredigt, und dankte beym Schluße derselben den k.k. Majestäten als den allerhöchsten Wohlthätern mit einem ganz entzückendem Geiste und männlicher Beredsamkeit für diese allerhöchste Gnade, welche ihn und alle seine Glaubensgenoßen in eine außerordentliche Freude versetzten. […] Herr Johann Thomásy Chordirektor, deßen musikalische Verdienste schon lange bekandt und entschieden sind, wußte die gottesdienstliche Andacht durch eine außerordentlich angenehm und liebliche Musikrecht erdenklich zu machen. […] Den Nachmittags Gottesdienst beschloß S. W. Herr Michael Klein mit einer Rede über das gewöhnliche Festevangelium. - Das Gebäude ist unter der Oberaufsicht Sr. Hochedelgeborenen Herrn v. Gombosch dermahligen bestverdienten H. Bürgermeister und Inspektor vollzogen worden.

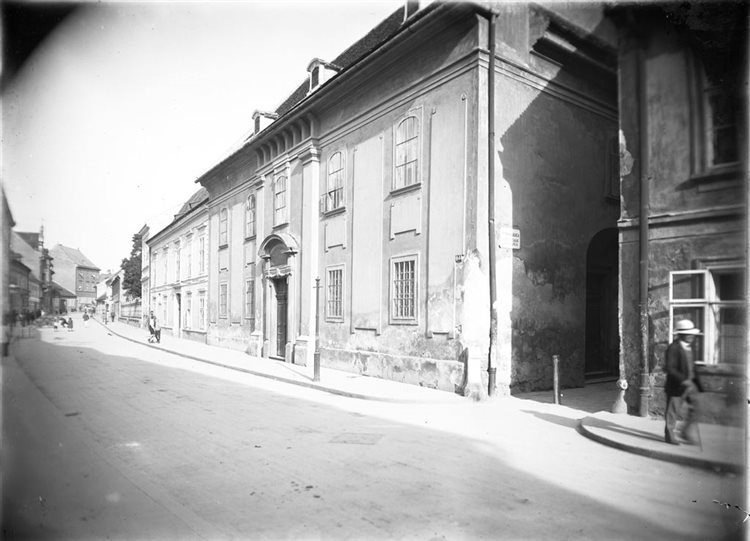
Die ehemalige „slawisch-ungarische“ evangelische Kirche auf der Nonnenbahn etwa um 1930. Heute wird sie als 'Kleine Kirche' bezeichnet.

Der Kirchenbau verschlang die beachtliche Summe von 46546 Gulden und 42 Kreuzer; die Gelder wurden ausschließlich aus Spenden der evangelisch-lutherischen Glaubensgenossen aufgebracht.

##### Die Orgeln
In der Großen Kirche gab es von Anfang an eine Orgel. Die erste Orgel wurde bereits 1776 vom Preßburger Orgelbauer Karl Janischek eingebaut.
Im 19. Jahrhundert genügte diese Orgel den Ansprüchen der Kirchengemeinde nicht mehr. Deshalb wurde sie abgebaut und es wurde der Wiener Orgelbauer Jacob Deutschmann mit dem Bau einer größeren Orgel beauftragt. Diese hatte 27 Register und 1602 Pfeifen. Die neue (nun die zweite Orgel der Kirche) wurde am 13. Oktober 1839 feierlich eingeweiht. Johann Nepomuk Batka d. Ä. (der sich später auch in Preßburg ansiedelte) schrieb für diese Gelegenheit ein „Larghetto“ (op. 25), das während der Einweihungsfeier aufgeführt wurde. Während des Ersten Weltkrieges wurde ein großer Teil der Pfeifen requiriert und der Waffenindustrie zugeführt. Da in den ersten Nachkriegsjahren auch kein Geld investiert werden konnte, verfiel die Orgel zusehend.
Anfang der 1920er Jahre wurde unter aktiver Mitwirkung des damaligen Seniors der Deutschen Kirchengemeinde D. Carl Eugen Schmidt über den Bau eines neuen Instrumentes nachgedacht. Die Stelle des Organisten wurde mit den bedeutenden Orgelmusiker Gustav Rhodes besetzt.
Und im Jahre 1923 begann man in der 'Großen Kirche' eine neue Orgel einzubauen. Sie war bereits das dritte Instrument in der Historie der Kirche. Die Orgel wurde von der Firma Gebrüder Rieger, Jägerndorf gefertigt und von dieser auch in der Kirche eingebaut. Die architektonische Gestaltung oblag dem Preßburger Architekten Christian Ludwig. Das Instrument hat 62 Register, 4787 Pfeifen, 4 Manuale und ein Pedal. Die feierliche Konsekration erfolgte am 20. Januar 1924. Am Abend dieses Tages fand auch das erste Orgelkonzert auf den neuen Instrument statt das von den berühmten Hamburger Organisten Alfred Sittard gegeben wurde.
Gestiftet wurde die Orgel von der deutschen Winzer- („Weingärtner“) Familie Schwanzer. Oberhalb des Spieltisches befindet sich folgende deutsche Inschrift:
„Der Deutschen Evangelischen Kirche A.B. zu Preßburg zur Ehre Gottes und zur Erbauung der Gemeinde gewidmet von den Geschwistern Schwanzer 1923.“
Zwischen den beiden Weltkriegen war es das größte Instrument seiner Art in der gesamten damaligen Tschecho-Slowakei und deshalb diente es nicht nur für den gottesdienstlichen Betrieb, sondern war auch ein beliebtes Konzertinstrument.
Nach dem Zweiten Weltkrieg und in der Zeit der kommunistischen Herrschaft konnten in die Orgel keinerlei finanziellen Mittel investiert werden, wodurch das Instrument in einem desolaten Zustand geriet. Erst nach der Wende wurde mit Renovierungsarbeiten begonnen. Im Jahre 2010 wurde die (inzwischen in Österreich ansässige) Firma Rieger mit einer Generalreinigung und Renovierung der Orgel beauftragt. Sie gehört zu den größten Orgeln in der gesamten Slowakei und wird nicht nur für gottesdienstliche Zwecke, sondern auch für Orgelkonzerte genutzt.
Das inzwischen über 90 Jahre alte Instrument steht heute unter Denkmalschutz.

#### Die slawisch-ungarische Kirche (Kleine Kirche)
Rund um die Straßenzüge Nonnenbahn und Lyzeumgasse entstand das neue evangelische Viertel von Preßburg, mit dem ebenfalls von Walch errichteten Evangelischen Lyzeum und der ‚Großen Kirche‘ unmittelbar benachbart fand auch die Kirche der Slowaken und Ungarn ihren Standort, die heute als ‚Kleine Kirche‘ bezeichnet wird.
Sie scheint sich noch ganz zwischen den Häuserzeilen zu verstecken und ist äußerlich als Kultgebäude nicht auszumachen. Beide Kirchen erführen später keine Sakralisierung, und auch ein Turm blieb ihnen versagt, weshalb sie ihr ursprüngliches Aussehen treu bewahrt haben.
Die Kleine Kirche steht genau an der Stelle der inzwischen abgerissenen hölzernen Artikularkirche. Auch für diese Kirche wurde eine Sondergenehmigung von Maria Theresia erteilt; datiert zu Wien am 24. Februar 1777. Der Bau, von den Baumeistern Mathias Walch und Franz Carl Römisch realisiert, wurde am 8. November 1777 fertig gestellt. Die feierliche Einweihung erfolgte am 1. Adventsonntag 1777 (30. November 1777). Der Bau kostete 7167 Gulden und 81 Kreuzer. Die Gelder wurden ebenfalls ausschließlich aus Spenden der Gläubigen aufgebracht.
Die Orgel der 'Kleinen Kirche' wurde 1878 vom Orgelbauer Martin Šaško aus Birkenhain (slow. Brezová pod Bradlom) errichtet und nach dem Ersten Weltkrieg von den Preßburger Orgelbauer Konstantin Bendár umgebaut. Es handelt sich um ein einfaches Instrument mit einem Manual und einem Pedal.

### Orthodoxie, Pietismus, Rationalismus

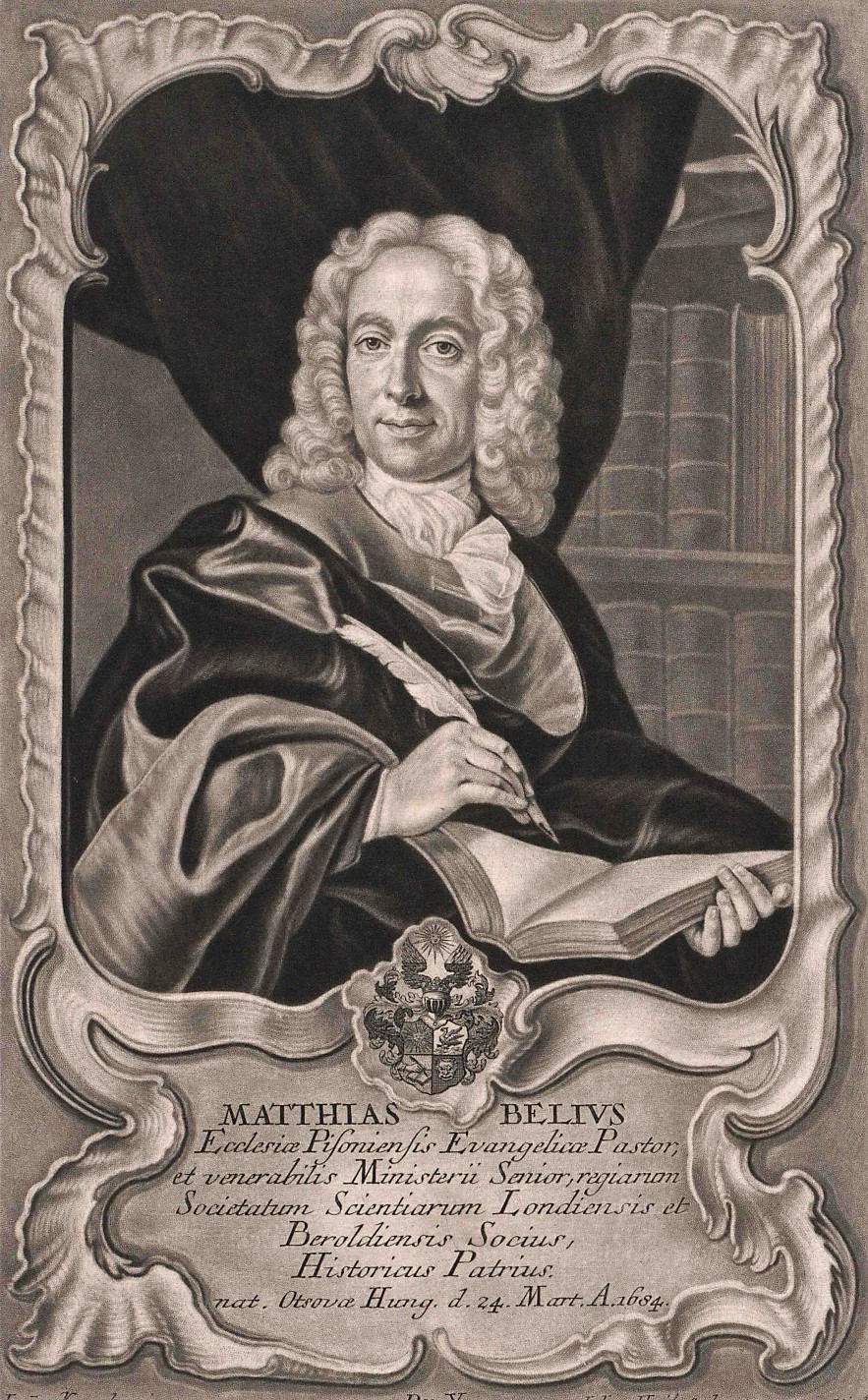
Matthias Bel war von 1719 bis 1749 erster Prediger der Deutschen Evangelischen Kirchengemeinde in Preßburg (Stich von Johann Jacob Haid)

Nachdem der Protestantismus die schwerste Zeit seines Überlebenskampfes bestanden hatte, machten sich im 18. und beginnenden 19. Jahrhundert verschiedene religiöse Strömungen breit, die den Gläubigen Altungarns die Religionsauffassung erschwerten und unter den Theologen zur Existenzfrage stilisiert wurden. Einerseits war es der religiöse Konfessionalismus, der weltfremd und bezugslos die Thesen der lutherischen Orthodoxie inhaltsleer vortrug. Die beiden anderen Strömungen wurden aus Deutschland „importiert“. Die eine war der von Georg Friedrich Seiler (1733–1807) begründete Rationalismus („Vernunftsglauben“), die andere, der Pietismus des Frankfurter Pfarrers Philipp Jakob Spener, welcher über den an der Universität Halle/S. wirkenden August Hermann Francke und dessen Theologiestudenten nach Altungarn kam. Als die damalige evangelische Kirche im starren Lehrsystem des „von der Vernunft“ herrührenden Rationalismus einzufrieren drohte, rief Spener alle auf, „die mit Ernst Christen sein wollen, zu einem Christentum des Herzens und der Tat“. Spener, Francke und ihre Anhänger wurden von den Gegnern verächtlich „Frömmler“ (d. h. „Pietisten“) genannt, aber im Laufe des 19. Jahrhunderts erwarb sich die Theologie des Pietismus einen sehr guten Klang und wurde somit zu dieser positiven Glaubensrichtung, als welche wir sie heute kennen.
Kein Wunder also, dass die evangelischen Gläubigen vom Pietismus angesprochen wurden, dessen Hauptvertreter in Preßburg saß: Matthias Bel. Er hatte bei August Hermann Francke in Halle studiert und den Pietismus sozusagen am Ursprungsort eingesogen. Seit 1719 war er erster Prediger der Deutschen Evangelischen Gemeinde Preßburgs und entwickelte sich zu einem der bedeutendsten Theologen und Historiker seiner Zeit. Bel fragte nicht nach theologischer Korrektheit, sondern nach Auswirkungen des Glaubens im alltäglichen Leben. Der Glaube des Einzelnen sollte in der Liebe tätig sein, das war jetzt der Schwerpunkt kirchlicher Verkündigung und Lehre und des Gemeindelebens.
Jedoch bis in die erste Hälfte des 19. Jahrhunderts wurden die Fragen der Religionsströmungen – unter Theologen, aber auch unter den Laien – heftig diskutiert und der Kampf um die „reine Lehre“ ist mit großem Einsatz ausgetragen worden. In Altungarn wurde in der Synode von Rosenberg (1707) der an der Universität Halle/S. gelehrte Pietismus in einem separaten Artikel ausdrücklich verurteilt und abgelehnt. In den Gemeinden Altungarns herrschte allgemein der Rationalismus der Aufklärung vor. Gottesdienste wurden zu reinen „Predigtgottesdiensten“ umgestaltet; die alten, traditionsreichen Kirchenlieder wurden „vernünftig“ gemacht und sogar Lutherlieder aus den Gesangbüchern verbannt! Nur ganz langsam – und mit zeitlicher Verzögerung gegenüber Deutschland – wird der Rationalismus der Aufklärung auch in Altungarn überwunden und allmählich wirkte sich die kirchliche Erneuerung belebend auf das erkaltete Gemeindeleben aus.

### Das 19. Jahrhundert
Im beginnenden 19. Jahrhundert, dem Zeitalter des Liberalismus, war die Periode der größten Verfolgungen überstanden. Durch die Gegenreformation wurde die Zahl der Protestanten im Königreich Ungarn auf nahezu ein Zehntel dezimiert. Am Anfang des 19. Jahrhunderts wurden die Lutheraner auf etwa 830.000 geschätzt, die bis 1918 in vier Kirchendistrikten der „Ungarländischen Evangelischen Kirche A.B.“ zusammengeschlossen waren. Den größten Anteil bildeten mit etwa 440.000 die Slowaken, vor allem in den Komitaten Liptau und Turz, die Deutschen zählten etwa 200.000 und die Ungarn 180.000 Mitglieder.
Das deutsche Luthertum war überwiegend im Nordwesten des Landes und zwar in den Komitaten Raab, Ödenburg, Eisenburg und der Zips, sowie der Stadt Preßburg (und Umgebung) angesiedelt, wo es auch die größte Kirchengemeinde mit rund 5000 Mitgliedern gab. Die Deutsche Preßburger Kirchengemeinde A. B. gehörte innerhalb der Ungarnländischen Evangelischen Kirche A . B. verwaltungsmässig zum Evangelischen Kirchendistrikt für Cisdanubien.
Als 1840 der damalige Generalinspektor der Lutherischen Landeskirche, Graf Karl Zay (1797–1871) – nach dem Muster der Evangelischen Kirche der altpreußischen Union (1817)- den Versuch unternahm, die Lutheraner und Reformierten in einer Union zusammenzufassen, scheiterten seine Bestrebungen am heftigen Widerstand der evangelischen Gemeinden, da die Lutheraner Ungarn den Reformierten zahlenmäßig weit unterlegen waren. Auch die Evangelische Kirchengemeinde in Preßburg stellte sich gegen die Bildung einer Union nach preußischem Muster.

### Kirchenpolitische Auseinandersetzungen nach Gründung der Tschechoslowakei 1918
Nach Gründung der Tschechoslowakei im Jahre 1918 wurde die Organisation der ‚Ungarländischen Evangelischen Kirche A.B.‘ zerstört, eine Neuorganisation musste gefunden werden. Eine Reihe maßgebender evangelischer Slowaken, die gleichzeitig glühende slowakische Patrioten waren, wollten möglichst schnell neue Strukturen schaffen. Deshalb baten sie den damals maßgebenden „Minister mit Vollmacht für die Verwaltung der Slowakei“ Vavro Šrobár, die Neuorganisation von Staats wegen in die Hand zu nehmen. Dieser setzte durch die Verordnungen vom 30. Januar und 7. Februar 1919 die bisherige Autonomie außer Kraft, indem er die höheren Presbyterien und Kirchenkonvente auflöste, Bischöfe, Inspektoren und Senioren ihrer Ämter entsetzte, zwei Kirchendistrikte organisierte und einen Generalkirchenrat einsetzte, der nur aus Slowaken bestand. Dieser ernannte am 2. April 1919 die Distriktualkirchenräte, bischöfliche Amtsverweser und Inspektoren sowie die Senioren.
Die Preßburger Evangelische Kirchengemeinde – immerhin zahlenmäßig die größte Kirchengemeinde in der Slowakei – erfuhr von alledem beiläufig aus der Zeitung. Sie protestierte vor allem gegen die Aufhebung der kirchlichen Autonomie. Als aber in der ersten Synode im neuen Staat am 19. Januar 1921 in Trentschin-Teplitz überhaupt keine Rücksicht auf Minderheitenrechte genommen wurde und die Deutschen ständig überstimmt wurden, beschloss Preßburg den Austritt aus der Evangelischen Kirche A. B. in der Slowakei und erklärte den Beitritt zu der Deutschen Evangelischen Kirche Böhmen, Mähren und Schlesiens mit Sitz in Gablonz. Dieser Beschluss wurde nicht genehmigt und alle Staatszuschüsse gesperrt. Unter diesen Druck musste Preßburg seinen Wiedereintritt in die Evangelische Kirche Evangelische Kirche A. B. in der Slowakei erklären, allerdings mit 11 Vorbehalten. Einer dieser Vorbehalte war die Bildung eines ‚Deutschen Kirchendistrikts‘.
Tatsächlich kam es dann am 12. Dezember 1923 immerhin zur Bildung eines ‚Deutschen Seniorats Preßburg‘, dem die deutschen Gemeinden Preßburgs und der Umgebung angehörten.

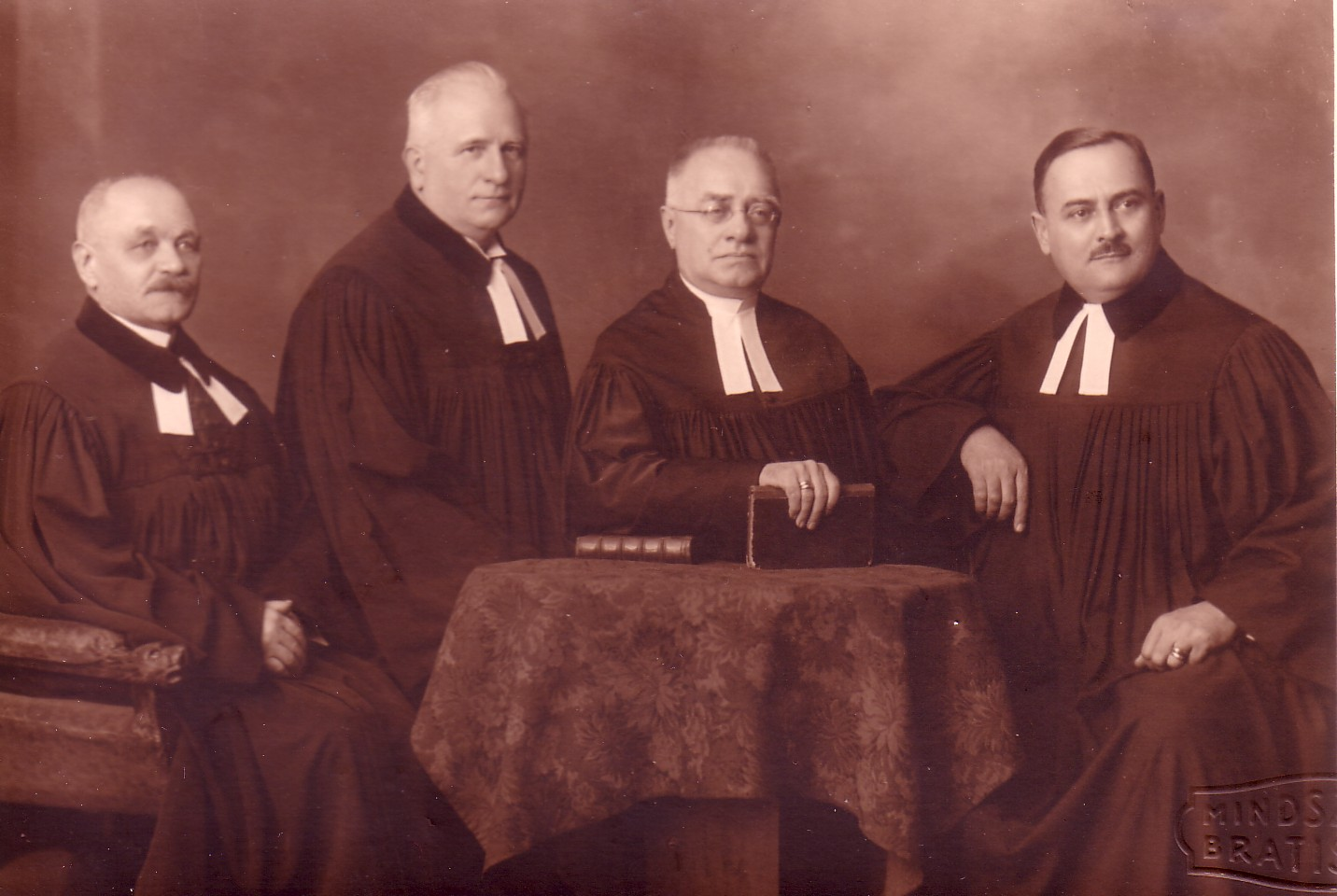
Die Pfarrerschaft der Deutsch-Ungarischen Kirchengemeinde zu Preßburg (Ende der 1920er Jahre). V. l. n. r.: Adolf Okályi, D. Heinrich Pröhle, Senior Carl-Eugen Schmidt, Wilhelm Rátz.

In der Stadt Preßburg verlief die Neuordnung etwas anders. Es bildete sich eine slowakische Kirchengemeinde mit etwa 1600 Seelen und eine deutsch-ungarische Gemeinde mit etwas über 8000 Seelen. Die wirtschaftliche Trennung zog sich bis zum 3. Dezember 1928 hin, wobei das Vermögen etwa im Verhältnis 4/5 zu 1/5 aufgeteilt wurde. Das Preßburger Diakonissenheim, sowie zahlreiche Immobilien verblieben bis 1945 in den Händen der Deutschen Evangelischen Kirchengemeinde.
Die Preßburger deutsch-ungarische Gemeinde wurde durch vier Pfarrherren betreut. Senior Carl Eugen Schmidt war erster deutscher Prediger der Gemeinde (seit 1890), neben ihm versahen Pfarrer Heinrich Pröhle (seit 1905) und Pfarrer Wilhelm Rátz (seit 1910) ihren Dienst in der Deutschen Gemeinde. Für den ungarischen Teil der Gemeinde war Pfarrer Adolf Okályi († 1940) zuständig. Okályi war in der Gemeinde seit 1911 tätig; bis zum Zusammenbruch der Donaumonarchie vorwiegend für die Slowaken und danach bis zum Jahre 1937 für die Ungarn. Als sich Okályi in den Ruhestand begab, übernahm der ungarische Pfarrer János Endreffy dieses Amt und übte es bis 1945 aus. In ihren Gaben und Interessen hatten die Pfarrer unterschiedliche Schwerpunkte und ergänzten sich dadurch gut. Das zeigt sich beispielhaft in ihrem Wirken an der Preßburger Theologischen Akademie, an die sie neben ihrem Pfarramt berufen wurden. Carl Eugen Schmidt war (bis 1919) für die Praktische Theologie zuständig. Heinrich Pröhle leitete bis zum Ende des Ersten Weltkrieges das Katechetische Seminar. Und Pfarrer Rátz wurde 1935 zum vortragenden Lehrer für homiletische und liturgische Vorlesungen ernannt.

### Die Zeit des Nationalsozialismus und der Zweite Weltkrieg
Auf gesamtkirchlichem Gebiet wurde die Zusage einer Bildung eines Deutschen Distrikts von slowakischer Seite verzögert. Erst 1937 wollte der Generalkonvent darüber entscheiden, aber da war es schon zu spät; die Politik war über die kirchlichen Gespräche hinweggegangen. Die nationalsozialistischen Kräfte forderten inzwischen eine eigene Landeskirche.
1939 wurde die Deutsche Evangelische Kirche A.B. in der Slowakei gegründet. 1942 wurde sie staatlich genehmigt und Johannes Scherer als Bischof eingeführt.
Trotz dieser Störungen von außen musste das Gemeindeleben weitergehen. Senior Schmidt versuchte den Strömungen des Nationalsozialismus entgegenzutreten. Bereits 1935 wandte er sich im Evangelischen Gemeindeblatt gegen die Errichtung einer Reichskirche in Deutschland mit Reichsbischof Ludwig Müller an der Spitze und dessen Parole: „Ein Volk – eine Kirche!“. Schmidt: „Der Nationalsozialismus wolle die Germanisierung der Kirche. Und das sichtbare Ziel sei“ – und jetzt wird Schmidt bitter sarkastisch – „die von oben her befohlene, mit dem Staate gleichgeschaltete ‚evangelische‘ Kirche, die große, herrliche Reichskirche mit dem nicht minder großen herrlichen Reichsbischof an der Spitze, der sich mit ‚Stab‘ und mit einem ‚Ministerium‘ umgab und lustig ‚Kirchengesetze‘ fabrizierte. Darunter Gesetze wie den ‚törichten Arienparagraphen‘, mit dem sich diese bekenntnislose Allerweltkirche doch wieder von der Gesamtkirche ausschloss. Denn dieser Paragraph setzt… an Stelle des Sakraments der Taufe und des vom Heiligen Geist gewirkten Glaubens an Jesus Christus die Zugehörigkeit zu einer Rasse als Bedingung des Eintritts in die christliche Gemeinde voraus.“
Solche Warnungen mögen manche Kirchenmitglieder nachdenklich gemacht haben. Viele unter ihnen waren treue Gemeindemitglieder, aber auch Mitglieder in der „Karpatendeutschen Partei“ (KdP). Nur dass diese Partei im Laufe der Zeit nationalsozialistisch unterwandert wurde, merkten viele erst zu spät. Während der Sudetenkrise wurde die im September 1938 KdP verboten, kurze Zeit später wurde an ihrer Stelle die nationalsozialistische „Deutsche Partei“ gegründet, die den Anspruch erhob, alle Deutschen in der Slowakei zu vertreten.
Die Pfarrherren der deutsch-ungarischen Preßburger Gemeinde genossen ein solches Ansehen unter der Bevölkerung der Stadt, dass die Nazis es nicht wagten, gegen sie vorzugehen. Keiner der Pfarrer hat mit der Deutschen Partei kollaboriert. Das mag auch der Grund gewesen sein, weshalb keiner der deutschen Pfarrer der Preßburger Gemeinde beim Heranrücken der Ostfront – trotz der „angeordneten“ Evakuierung der Deutschen – Preßburg nicht verlassen hatte.

### Ende der Deutschen Gemeinde
Am 4. April 1945 wurde Preßburg durch die Rote Armee befreit. Viele Preßburger Gemeindeglieder flüchteten in Richtung Westen, aber der größere Teil wurde anhand der Beneš-Dekrete zwangsweise ausgesiedelt und über ganz Österreich und vor allem Deutschland verstreut. Die Deutsche Evangelische Kirche A.B. in der Slowakei wurde aufgelöst und das Kirchenvermögen ging in das Eigentum der Slowakischen Evangelischen Kirche (ECAV) über.
Die etwa 10 bis 15 % der Deutschsprachigen, die in der Stadt blieben, wurden zunächst durch die daheim gebliebenen deutschen Pfarrer betreut. Etwa ab 1949 waren wieder in Bratislava deutsche evangelische Gottesdienste erlaubt, die nun in der 'Kleinen Kirche' gehalten wurden. Nach dem Tode des letzten deutschen Pfarrers (Wilhelm Rátz; † 1952) wurde der Rest der Gemeinde durch den slowakischen Pfarrer Juraj Holčík (1903–1984) betreut. Holčík, ein gebürtiger Preßburger, studierte in Erlangen evangelische Theologie und sprach ein Deutsch auf Mutterspracheniveau. Er war es, der sich bis zu seinem Tode dieses kleinen Häufleins der noch in der Stadt lebenden evangelischen Deutschen annahm. Nach seinem Tode konnte in Bratislava von einer Deutschen Gemeinde nicht mehr die Rede sein. Aber es werden auch gegenwärtig von den slowakischen Ortspfarrern ohne Unterbrechung deutsche Gottesdienste angeboten, die jedoch inzwischen von Angehörigen der in der Stadt beschäftigten deutschen Firmen, oder aber auch von Touristen besucht werden.

## Bedeutende Prediger (Auswahl)
- Simon Heuchelin (* 1577; † 1621)

- Josua Wegelin (* 1604; † 1640)
- David Titius (* 1619; † 1679)
- Anton Reiser (* 1628; † 1686)
- Georg Friedrich Schnaderbach (* 1669; † 1716)
- Matthias Bel (* 1684; † 1749)
- Michael Klein (* 1712; † 1782)
- Johannes Ribiny (* 1722; † 1788)
- Daniel von Crudy (* 1735; † 1815)
- Wilhelm Josef Jarius (* 1772; † 1843)
- Franz Samuel Stromszky (* 1792; † 1861)
- Johann Christian Tremmel (* 1773; † 1845)
- Paul Rázga (* 1798; † 1849)
- Carl August Raabe (* 1804; † 1878)
- Ludwig Geduly (* 1815; † 1890)
- Gustav Ebner (* 1846; † 1925)
- Carl Eugen Schmidt (* 1865; † 1948)
- Heinrich Friedrich Wilhelm Pröhle (* 1870; † 1950)
- Wilhelm Rátz (* 1882; † 1952)

## Struktur und Aufbau
Die Evangelisch-lutherische Kirche in Königreich Ungarn war völlig anders aufgebaut als Kirchen in Deutschland. Diese waren (und sind) von oben nach unten konzipiert, die römisch-katholische Kirche sowieso, und die evangelischen Kirchen entstanden ja auch als Landeskirchen mit Landesherrlichen Konsistorium, das ein strenges Kirchenregiment führte und weitgehend heute noch führt.
Die Evangelische Kirche in Altungarn war nach einer ersten Blütezeit ab etwa 1674 eine unterdrückte Kirche. Als der Ödenburger Landtag 1681 und erst recht durch das Toleranzpatent Kaiser Joseph II. 1781 Duldung eintrat, musste sich die evangelische Kirche getrennt von Staat und Kommunen eigenständig von unten her aufbauen.
So wurde der Konvent, die Gesamtheit der Wahlberechtigten, zur wichtigsten Entscheidungsinstanz. Der Konvent wählte einen 'Kircheninspektor' (meist eine angesehene Persönlichkeit aus Adel, Verwaltung oder Wirtschaft), der die Gemeinde leitete, der auch den Konvent einberief. Dem Konvent wurden auch die Vorschläge für die Pfarrerwahl eingereicht, und der Gemeindekonvent allein entschied die Wahl; eine vorgesetzte Behörde hatte damit nichts zu tun.
Der Konvent wurde in der Regel nur einmal jährlich einberufen, es sei denn, es bestand eine besondere Notwendigkeit wie eine Pfarrerwahl. Für die Zwischenzeit wählte der Konvent ein Presbyterium, das die laufenden Geschäfte erledigte. Die einzelnen Presbyter wurden in verschiedene Ausschüsse gewählt.
Wichtig war vor allem der Verwaltungsausschuss, der die Finanzgeschäfte der Gemeinde zu erledigen hatte. Der Vorsitzende dieses Ausschusses wurde 'Kurator' genannt. Da alle diese Ämter ehrenamtlich ausgeübt wurden, musste die Gemeinde nur die Angestellten bezahlen, die die Arbeiten ausführten. So konnten Kirchenabgaben der Gemeindeglieder verhältnismäßig niedrig gehalten werden und das meiste Geld in die Gemeindearbeit gesteckt werden.